# Штерлай
Штерлай (нім. Sterley) — громада в Німеччині, розташована в землі Шлезвіг-Гольштейн. Входить до складу району Герцогство Лауенбург. Складова частина об'єднання громад Лауенбургіше-Зен.
Площа — 21,39 км2. Населення становить 937 ос. (станом на 31 грудня 2020).

## Галерея

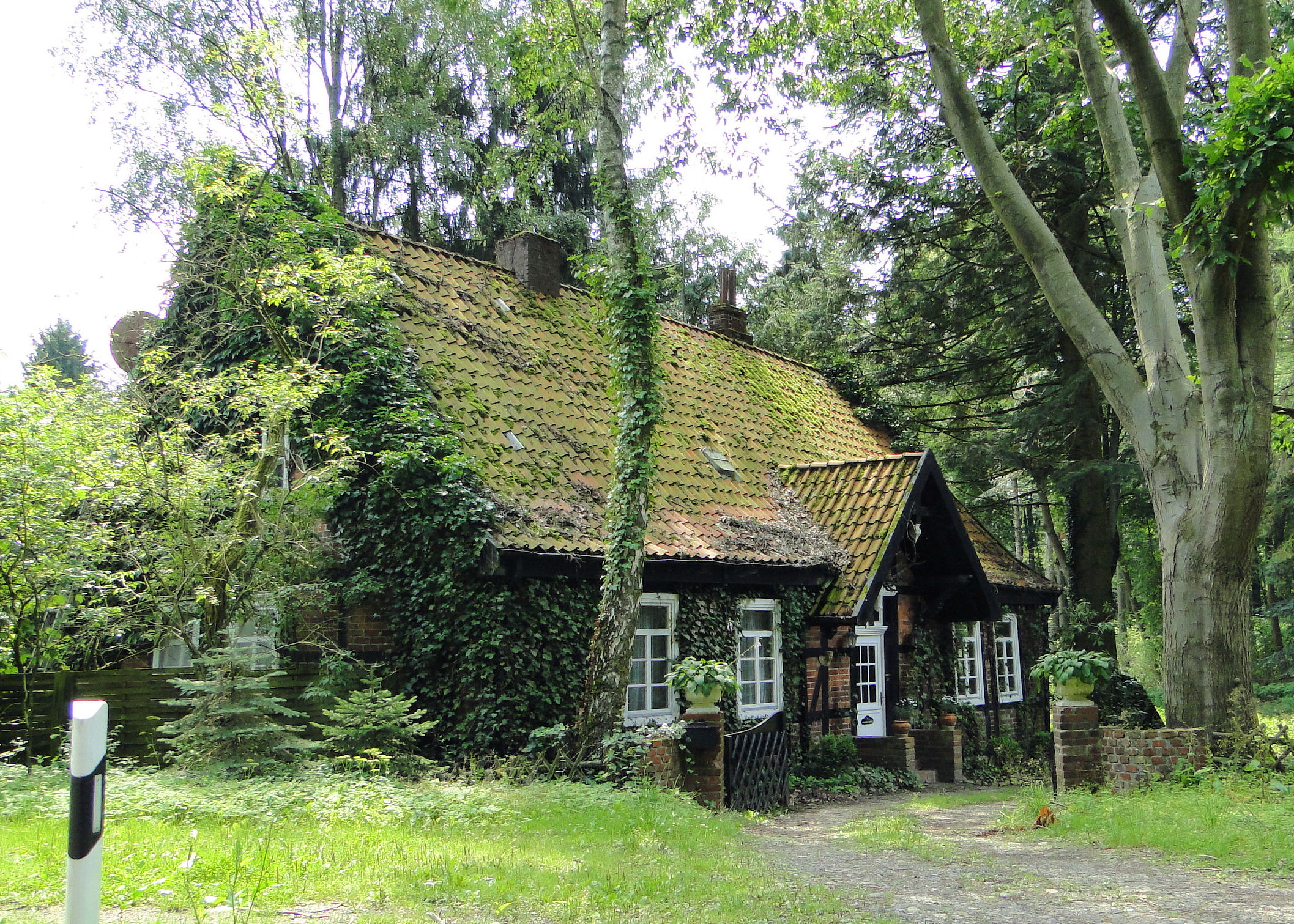
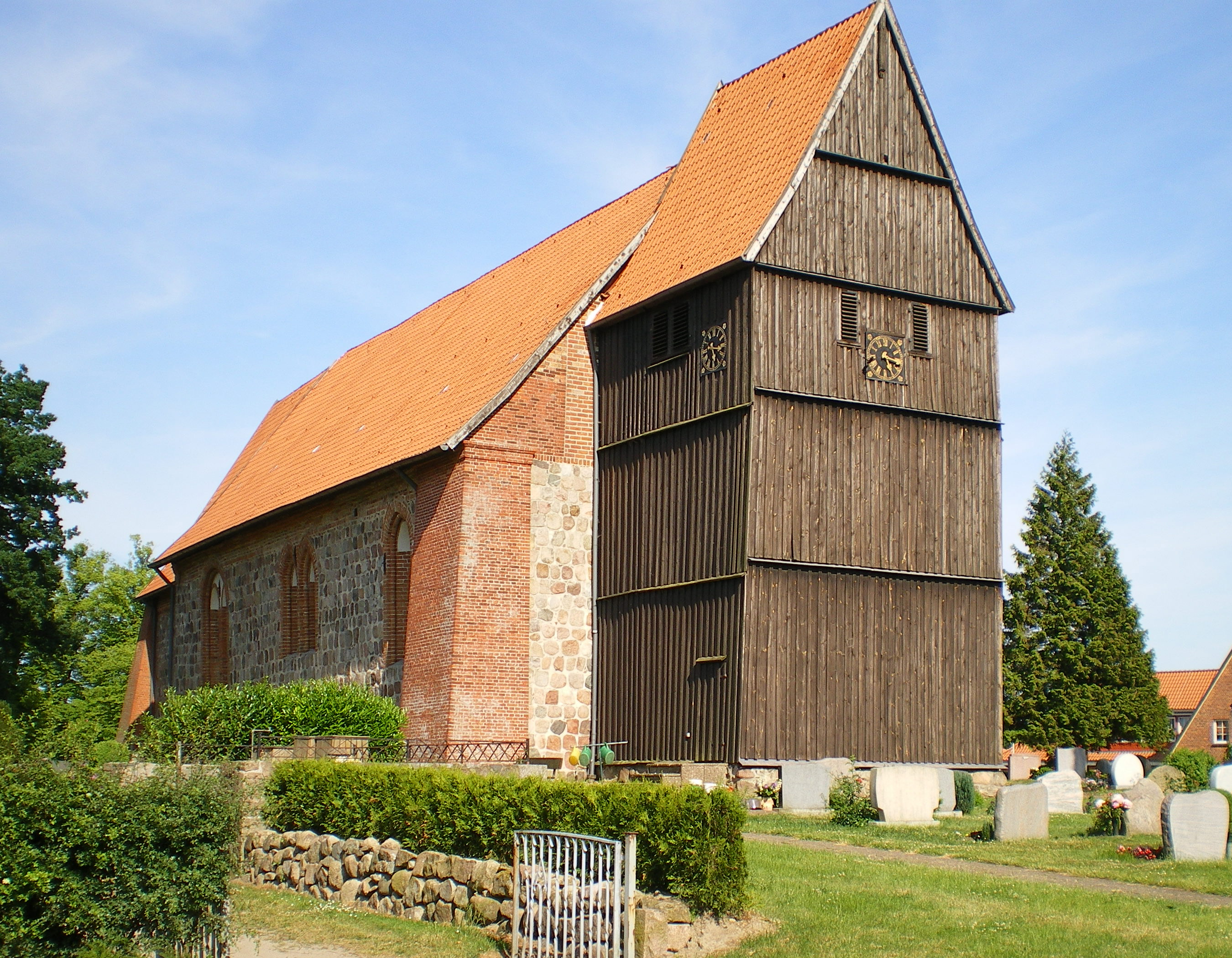